# وسام 26 سبتمبر
وسام 26 سبتمبر هو من الأوسمة الرفيعة في الجمهورية اليمنية،. تأسس الوسام خلال الجمهورية العربية اليمنية، بموجب قرار جمهوري رقم 76 لسنة 12 مايو 1981. وأعيد تصميمه في الجمهورية اليمنية بعد الوحدة اليمنية وبدأ العمل به منذ أبريل 1991، بقرار جمهوري.

## اصنافه
يصنف الوسام إلى ثلاث درجات.